# Lipodistròfia associada al VIH
La lipodistròfia associada al VIH és un trastorn caracteritzat per la pèrdua de greix subcutani associada amb la infecció pel VIH.

## Causa
El mecanisme exacte d'aquesta lipodistròfia no s'ha aclarit del tot. Hi ha evidència que indica que tant pot ser causada per medicaments antiretrovirals com pot ser causada per la infecció per VIH en absència de medicació antiretroviral.

## Clínica
Es presenta comunament amb la pèrdua de greix a la cara, les natges, els braços i les cames.
Generalment, també mostra un increment de greix acumulat en diverses parts del cos. Els pacients sovint es presenten amb "gepa de búfal": dipòsits de greix a la part superior de l'esquena. En homes, s'associa amb hipogonadisme. Per altra banda, la mida del pit dels pacients (tant homes com dones) tendeix a augmentar. A més, els pacients desenvolupen obesitat abdominal.

## Tractament
Els efectes hormonals, com és el cas de l'hipogonadisme, poden ser tractats amb andrògens i esteroides anabòlics. En dones amb uns nivells baixos d'andrògens, es pot administrar testosterona per via transdèrmica, és a dir, mitjançant un pegat hormonal. El tractament amb hormona de creixement recombinant pot ser útil per combatre els efectes debilitants de la malaltia.